# ADSR-обвідна

ADSR обвідна

ADSR-обвідна́ (англ. ADSR envelope) — спеціальної форми лінія, що використовується в синтезаторах (як апаратних так і програмних) для контролю зміни якого-небудь параметра (частіше гучності — в цьому випадку йдеться про «амплітудну обвідну») у часі.
Коли реальний музичний інструмент звучить, його гучність змінюється із часом. Закон її зміни варіює від інструмента до інструмента, наприклад, орган при натиснутій клавіші відповідної ноти відтворює її з постійною гучністю, а гітара відтворює звук максимально голосно тільки в момент удару по струні, після чого він плавно загасає.
ADSR-обвідна дозволяє симулювати цю особливість поводження звука у синтезаторах.
Абревіатура ADSR складається з перших букв тих чотирьох параметрів (англійською мовою), за допомогою яких вона задається (Attack-Decay-Sustain-Release).

## Параметри ADSR
- Attack (Атака) — визначає час, потрібний для того, щоб гучність ноти досягла свого максимального рівня.
- Decay (Спадання) — визначає час, протягом якого відбувається перехід від максимального рівня до рівня Підтримки (Sustain).
- Sustain (Підтримка) — описує рівень звуку, що грає під час утримання клавіші (після того як інші складові: Атака й Спадання уже відіграли).
- Release (Згасання) — визначає час, потрібний для остаточного згасання звучання ноти до нуля, після того як клавішу відпустили.

ADSR-обвідна є лише першим наближенням при моделюванні реальних інструментів. Сучасні синтезатори використовують досконаліші типи обвідних.